# レッドハット
レッドハット (英: Red Hat) とは、IBMの子会社で、クラウド技術サービスを中心とした会社であり、またLinuxディストリビューションのRed Hat Enterprise Linuxを製品として販売・開発・サポートしている。

## 概要
オープンソースソフトウェアを利用したビジネスを展開している。ソフトウェアライセンス料は無料、ソフトウェアのアップデート・アップグレード・保守サポートなどを一体化したサブスクリプション（年間契約費）で販売する事業モデルである。
レッドハットのLinuxディストリビューション (Red Hat Enterprise Linux) は、コピーレフト (GPL) なソフトウェアを中心に構成されている。レッドハットが独自に製作したソフトウェアもコピーレフトで公開されている。このため、Red Hat Enterprise Linuxを元にしたLinuxディストリビューションが数多く存在する。例としてはCentOS・Turbo Linux・Oracle Linuxなどである。

## 歴史
Linuxの歴史の初期から、より一般的なユーザーが利用できるように、Linuxカーネル と GNUプロジェクト、BSD、X11等のソフトウエアを組み合わせて、ネットワークサーバやワークステーションとして使えるようにして来た。
2001年にレッドハット系のCaldera、Conectiva、SuSE、Turbolinuxが集まって共同のGNU/Linuxの基本となる United Linux が公開されているが、現在事実上活動停止の状態になっていた。この背景には、SuSEがノベルに買収されたり、SCO Group（旧・Caldera International）によるIBM提訴などがあるとされる。「法的には存在しているが、明かりは消した」状態であると最近のニュースメディアでは報道された。
2003年のRed Hat Linux 9を最後にコンシューマ向けのディストリビューションの販売・サポートを中止し、これをFedora Projectに移譲した。企業向けのRed Hat Enterprise Linuxを軸にサポート・トレーニング・プロフェッショナルサービスなどを収益の軸に据えるようになる。
2006年にはオープンソースミドルウエアの最大手JBoss Inc.を買収し JBoss Enterprise Middlewareを市場投入。Linux事業に続く2つ目の事業の核を構築。2008年2月にフロリダオーランドで行われた JBoss World では業界で初めてのサービス指向アーキテクチャ (Service Oriented Architecture, SOA) オープンソースソリューションである JBoss Enterpise SOA Platform を市場投入している。これにより、それまでのようにオペレーティングシステム (OS) だけでなく、オープンソースソフトウェアによる統合的なITソリューションを構築できる製品が揃いつつある。
2006年12月12日に取引所を NASDAQ から、ニューヨーク証券取引所へ変更した。これに伴いティッカーシンボルも「RHAT」から「RHT」へ変更された。
2008年買収したQumranet社の仮想化技術である、カーネルにハイパーバイザー機能を持たせるKVMやデスクトップ仮想化 (VDI) 、さらに分散ファイルシステムの登場などによりOSの役割が多様化するに従い、仮想化・クラウド分野において積極的な成長を図っている。2012年1月 KVMベースの仮想化を最大限に活用できる Red Hat Enterprise Virtualization (RHEV) をオープンソースソフトウェアとして販売開始した。
2010年、Linuxを中心としたプラットフォーム事業部、JBossを中心としたミドルウェア事業部に加え、第3の事業部であるクラウド事業部を発足。KVM仮想化やRHEV (Red Hat Enterprise Virtualization) という仮想化管理ソフト、JON (JBoss Operations Network) というミドルウェア管理ソフトなどを駆使したクラウドソリューションを市場投入。IBM、Amazon、SAAVISや日本のNTT、ソフトバンク、富士通などのパブリッククラウドコンピューティング提供者との提携を結んでいる。
2010年11月にはPaaSソリューション関連製品を持つ MAKARA 社を買収し、Linux、KVMを中心としたIaaSクラウドソリューションに加えJBoss、SOAを含んだPssSクラウドソリューションの投入を計画している。
2012年からは第4の事業部としてストレージ（2011年10月に買収したGlusterFS）を展開し始めた。
2012年度決算（2012年2月末）では11億3300万ドルの売上（前年同期比25%増）を発表、ジェームス・ホワイトハースト CEOが着任以来4年で2.2倍の売上成長を達成。株価も過去最高となっている。CEO はさらにオープンクラウド戦略を標榜し更なる事業成長への展開を開始している。
2018年1月30日、CoreOSの買収を発表。コンテナ型の仮想化技術に注力していくとされる。
2019年7月9日、IBMがRed Hatを340億USドル（日本円にして約3兆7000億円）で買収した。

## 主力事業
- Linux OS (Red Hat Enterprise Linux)
- サービス指向アーキテクチャ、ミドルウェア ( JBoss Enterprise Middleware )
- 仮想化 ( KVM、Red Hat Virtualization )
- クラウドコンピューティング (IaaS: CloudForms、 PaaS: Open Shift)
- ストレージ ( スケールアウト型非構造型ストレージ管理ソフト : GlusterFS  )

世界や日本のトップクラウド・サービス・プロバイダー（アマゾン、IBM、富士通、NTT、ソフトバンク、テルストラ、等）とパートナーシップを結んでおり急速にオープンクラウド・仮想化事業を伸ばしている。

## 認定資格
レッドハットは以下の認定試験及び資格を提供している。資格に応じた推奨コースも提供される。

### Red Hat Enterprise Linux 関連
- Red Hat Certified System Administrator (RHCSA)
- Red Hat Certified Engineer (RHCE) - RHCSAの認定が必要
- エキスパート認定 - Server Hardening -
- エキスパート認定 - High Availability Clustering -
- エキスパート認定 - パフォーマンスチューニング -

### クラウド/仮想化関連資格
- RHCSA - Red Hat OpenStack -
- RHCE - Red Hat OpenStack -
- Red Hat Certified Virtualization Administrator (RHCVA)
- エキスパート認定 - Hybrid Cloud Storage -

### DevOps/コンテナ技術関連資格
- エキスパート認定 - Platform-as-a-Service -
- エキスパート認定 - Ansible Automation -

### JBoss関連資格
- Red Hat Certified JBoss Developer (RHCJD)
- Red Hat Certified JBoss Administrator (RHCJA)

### レッドハットアーキテクト
- Red Hat Certified Architect (RHCA)

## 製品
LINUX関連
- Red Hat Enterprise Linux
- Red Hat Enterprise MRG: Messaging Real Time Grid
- Red Hat HPC Solutions
- Red Hat Cluster Suite
- Red Hat Global File Systems
- Red Hat Application Stack

JBossミドルウェア関連
- JBoss EAP: Enterprise Application Platform
- JBoss EWS: Enterprise Web Server
- JBoss SOA Platform
- JBoss EPP: Enterprise Portal Platform

クラウド・仮想化関連
- Cloud Certified Program
- Red Hat Global File Systems
- RHEV: Red Hat Enterprise Virtualization
- RHN:  Red Hat Network
- JON:  JBoss Operations Network

サービス関連
- GPS: Global Professional Service
- GLS: Global Learning Service

## 関連する主なオープンソース・プロジェクト
- Fedora Project
- CentOS
- JBoss.org
- Spacewalk
- Delta Cloud API